# Peter Kreuder
Peter Kreuder, né le 18 août 1905 à Aix-la-Chapelle et décédé le 28 juin 1981 à Salzbourg, est un compositeur, pianiste et chef d'orchestre autrichien d'origine allemande. 
Il a notamment écrit la musique pour plus de 180 films, des œuvres orchestrales, des opéras, des opérettes, des comédies musicales.

## Biographie
Peter Kreuder commence sa carrière à l'âge de six ans en interprétant un concerto pour piano de Mozart au Gürzenich de Cologne. Il passe ses années d'études à Munich, Berlin et Hambourg. Après la Première Guerre mondiale, il travaille en tant que compositeur de spectacles musicaux au Kammerspiele Theater de Hambourg, au Staatstheater am Gärtnerplatz de Munich, ainsi que pour plusieurs productions de cabaret et des revues. En même temps, il poursuit ses études à l'Académie de musique de Munich. Il est diplômé en 1924. En 1925, il est chef d'orchestre au Deutsches Theater München. Il dirige des orchestres de théâtre, d'abord à Munich, puis à Berlin, où il collabore avec Max Reinhardt.
Sa première musique de film en 1930 est Hinter den Roten Mauern von Lichterfelde. La même année Friedrich Hollaender lui demande d'écrire les arrangements et la musique de fond du célèbre Der blaue Engel (L'Ange bleu) de Josef von Sternberg. Il rejoint le parti nazi en 1932 (numéro de membre : 1 275 600), mais le quitte en 1934.
Pendant le Troisième Reich, Kreuder travaille pour le régime, entre autres choses. Il écrit notamment la musique pour le film de  propagande du film Gestern und heute (1938) de Hans Steinhoff. Sa chanson Musik, Musik, Musik (mieux connu pour son refrain « Ich brauche keine Millionen »), tirée du film Hallo Janine (1939) et chantée Marika Rökk par  obtient un immense succès. Le thème de cette chanson populaire sera utilisé plus de 35 ans après comme générique du Muppet Show.
En, 1939 Kreuder émigre en Suède mais retourne en Allemagne en 1941 à cause des menaces sur sa famille qui risque la déportation en camp de concentration. À l'automne 1943, il tombe en disgrâce parce qu'il refuse d'organiser des concerts en Rhénanie, qui est à ce moment, plus que toute autre partie de l'Allemagne, menacée par les bombardements. Cependant, il n'est pas été exclu de la Chambre de la musique du Reich.
Après la Seconde Guerre mondiale, Kreuder opte pour la citoyenneté autrichienne et dirige des orchestres de radio au Brésil et en Argentine.Dans la seconde moitié des années 1950, ce « très bon pianiste » accompagne parfois la chanteuse Joséphine Baker. Il meurt à Salzbourg et est enterré au Ostfriedhof de Munich (tombe 55-19-2).

## Œuvres principales

### Comédies musicales
- Bel Ami (d'après Theo Mackeben)
- Lady aus Paris
- Madame Scandaleuse
- Lola Montez
- Lips

### Lieder
- Wenn die Sonne hinter den Dächern versinkt
- Sag' beim Abschied leise „Servus“ (texte d'Harry Hilm)
- Es kann zwischen heute und morgen (texte d'Hans Fritz Beckmann)
- Cycle de lieder Zeit und Ewigkeit

### Filmographie
- 1931 : Jeunes gens sous l'uniforme (Kadetten) de Georg Jacoby
- 1932 : Wenn dem Esel zu wohl ist de Franz Seitz
- 1932 : Un drame à quatre sous (Peter Voß, der Millionendieb) d'Ewald André Dupont
- 1932 : Nacht der Versuchung de Léo Lasko et Robert Wohlmuth
- 1932 : Die Herrgottsgrenadiere d'Anton Kutter
- 1934 : Un de la montagne (Weiße Majestät) de Serge de Poligny
- 1934 : Das Schicksal eines Verfemten (Weiße Majestät) d'August Kern et Anton Kutter
- 1935 : Jour de la Liberté : Nos forces de défense de Leni Riefenstahl
- 1935 : L'Animal d'acier de Willy Zielke
- 1935 : Jeanne d'Arc (Das Mädchen Johanna) de Gustav Ucicky
- 1935 : Henker, Frauen und Soldaten de Johannes Meyer
- 1936 : Ah les femmes ! (Allotria) de Willi Forst
- 1936 : Glückskinder de Paul Martin
- 1936 : Un rêve de mariage (Ein Hochzeitstraum) d'Erich Engel
- 1936 : Les Gais Lurons de Paul Martin et Jacques Natanson
- 1936 : L'Amour et l'Art (Burgtheater) de Willi Forst
- 1936 : Le Cuirassé Sebastopol de Karl Anton
- 1937 : Frauenliebe - Frauenleid d'Augusto Genina
- 1937 : Cabrioles (Kapriolen) de Gustaf Gründgens
- 1937 : Confession de Joe May
- 1937 : Serenade (de) de Willi Forst
- 1937 : Gasparone (de) de Georg Jacoby
- 1938 : Gestern und heute (de) de Hans Steinhoff
- 1938 : Dreizehn Mann und eine Kanone de Johannes Meyer
- 1938 : Der Maulkorb (de) d'Erich Engel
- 1938 : L'Énigme de Beate (de) (ou Rätsel um Beate) de Johannes Meyer
- 1938 : Wort und Tat de Fritz Hippler, Ottoheinz Jahn et Gustav Ucicky
- 1938 : Eine Nacht im Mai (de) de Georg Jacoby
- 1938 : In geheimer Mission de Jürgen von Alten
- 1939 : Drame à Canitoga (de) de Herbert Selpin
- 1939 : Allo Janine (de) de Carl Boese
- 1940 : Nanette (de) d'Erich Engel
- 1940 : Mein Mann darf es nicht wissen de Paul Heidemann
- 1940 : Les Trois Codonas d'Arthur Maria Rabenalt
- 1940 : Ritorno de Géza von Bolváry
- 1940 : Musique de rêve (Traummusik) de Géza von Bolváry
- 1940 : Kora Terry (de) de Georg Jacoby
- 1940 : Romans de Åke Ohberg
- 1943 : Liebesgeschichten (de) de Viktor Tourjansky
- 1944 : In flagranti de Hans Schweikart
- 1944 : Es lebe die Liebe (de)  d'Erich Engel
- 1944 : Es fing so harmlos an de Theo Lingen
- 1945 : Frühlingsmelodie (de) de Hans Robert Bortfeldt
- 1948 : La Maison chantante Das singende Haus) de Franz Antel
- 1948 : Frech und verliebt (de) de Hans Schweikart
- 1951 : El heroico Bonifacio d'Enrique Cahen Salaberry
- 1951 : Cosas de mujer de Carlos Schlieper
- 1951 : Concierto de bastón d'Enrique Cahen Salaberry
- 1951 : Qué hermanita! de Kurt Land
- 1951 : El honorable inquilino de Carlos Schlieper
- 1952 : Alle kann ich nicht heiraten (de) (ou Das verliebte Kleeblatt) de Hans Wolff
- 1952 : El gaucho y el diablo d'Ernesto Remani
- 1953 : El paraíso de Karl Ritter
- 1953 : So ein Affentheater (de) d'Erik Ode
- 1953 : Liebeskrieg nach Noten (de) (ou Liebe auf den ersten Ton) de Karl Hartl
- 1953 : Arlette erobert Paris (de) de Viktor Tourjansky
- 1953 : Parade des succès (de) d'Erik Ode
- 1954 : Canción de la nieve de Guzzi Lantschner
- 1954 : Le Premier Baiser d'Erik Ode
- 1954 : La Mouche (Die Mücke) de Walter Reisch
- 1954 : Ein Mädchen aus Paris de Franz Seitz
- 1955 : Ihr erstes Rendezvous (de) d'Axel von Ambesser
- 1956 : Hilfe – sie liebt mich ! (de) de Franz Cap
- 1960 : Agent double (Frauen in Teufels Hand) de Hermann Leitner
- 1969 : Vive le caporal-infirmier Neumann ! (Ein dreifach Hoch dem Sanitätsgefreiten Neumann) de Franz Marischka
- 1974 : Wetterleuchten über dem Zillertal (de) (ou Der gestohlene Himmel) de Theo Maria Werner
- 1987 : Camilla Horn 85 de Peter Schamoni